# دراسات الصم

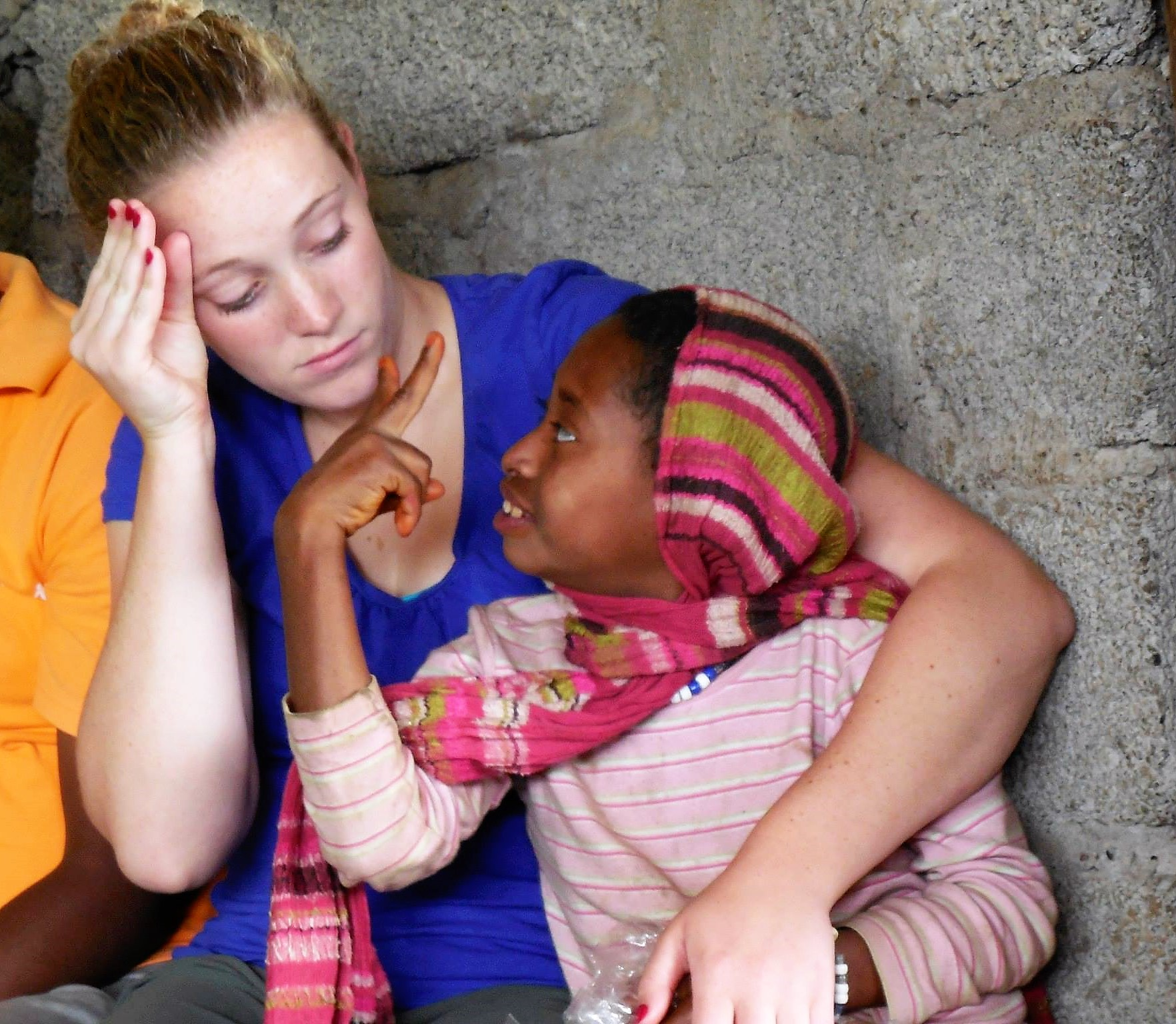
وقد تم تسهيل ظهور دراسات الصم من خلال الكشف عن أن لغات الإشارة هي لغات حقيقية.

دراسات الصم- تتضمن مجموعة التخصصات الأكاديمية التي تهتم بدراسة الحياة الاجتماعية للصم على مستوى الجماعات البشرية والأفراد. تشكل هذه المجالات مجالًا متعدد التخصصات يدمج المحتويات والانتقادات والمنهجيات من كل من: الأنثروبولوجيا، والدراسات الثقافية والاقتصاد والجغرافيا والتاريخ والعلوم السياسية وعلم النفس والدراسات الاجتماعية وعلم الاجتماع، وغيرها.  ويركز هذا المجال على لغة وثقافة وحياة الأشخاص الذين يعانون الصم من منظور اجتماعي وليس من منظور طبي. 
وتُعرف دراسات الصم أيضًا بأنها تلك التي تتضمن الدراسة العلمية للجوانب المتعلقة بالأشخاص الذين يعانون الصم في العالم. 

## خلفية
لقد نشأت دراسات الصم مع الاعتراف بأن الصم لديهم ثقافة وأن هذه الثقافة فريدة من نوعها، مما يتطلب طرقًا بديلة لفهم هذه الفئة من البشر خارج الأطر المرضية.  وقد بدأت جامعة بريستولUniversity of Bristol في استخدام مصطلح "دراسات الصم" في عام 1984م، وبعد تأسيس مركز دراسات الصم في عام 1968.  بدأ الباحثون في تحديد هويتهم من خلال هذا المجال، وخاصة بعد ظهور برامج منح الدرجات العلمية في دراسات الصم في كل من: المملكة المتحدة والولايات المتحدة في الفترة من أواخر السبعينيات إلى الثمانينيات.  وقد تم تقديم أول درجة ماجستير في دراسات الصم، وكان ذلك في جامعة بريستول عام 1992.

## المناطق
ودراسة حياة الأشخاص الذين يعانون الصم تتضمن التعرف إلى ثقافتهم ولغة الإشارة وتاريخهم وحقوقهم الإنسانية. لذلك فالمشاركة في "دراسات الصم" تعني التركيز على الجوانب الاجتماعية والتاريخية واللغوية للصم وضعاف السمع. وفي هذا الإطار، يعمل البرنامج على إعداد الأفراد للعمل مع الصم وضعاف السمع. إن أولئك الذين يشاركون وينضمون إلى هذا المجال من الدراسة يشاركون في تعزيز تغيير وجهات النظر، ووجهات النظر في المجتمع الأكبر فيما يتعلق بالأشخاص الذين يعانون الصم.  ويمكن أن تؤدي بعض وجهات النظر الخاصة بالمجتمع الأكبر، مثل الاعتقاد بأن الصمم هو إعاقة ، إلى ربط الدراسات الخاصة بالصم بمجال دراسات الإعاقة ، على الرغم من أن ليس كل الصم يتفقون على أن الصمم يجب أن يكون مرتبطًا بالإعاقة.  ويوجد أيضًا تقاطع بين هذه المجالات في دراسة الصم بالإضافة إلى الصم والمعوقين.
تتضمن دراسات الصم دراسة:
- ثقافة الصم
- الصم
- لغة الإشارة
- تاريخ الصم
- لغة الجسد
- المهارات الاجتماعية
- المهارات الشخصية

## مراكز دراسات الصم الجامعية
- الولايات المتحدة
  - الماجستير المقدمة
    - جامعة واشنطن في سانت لويس ، سانت لويس، ميسوري
    - جامعة جالوديت ، واشنطن العاصمة
    - جامعة لامار ، بومونت، تكساس
    - جامعة ولاية كاليفورنيا، نورثريدج ، نورثريدج، كاليفورنيا
    - كلية ماكدانييل ، وستمنستر، ماريلاند

  - البكالوريوس المقدمة
    - جامعة بوسطن ، بوسطن، ماساتشوستس
    - جامعة كارولينا ، وينستون-سالم، كارولاينا الشمالية
    - جامعة ولاية كاليفورنيا، نورثريدج ، نورثريدج، كاليفورنيا
    - جامعة ولاية كاليفورنيا، ساكرامنتو ، ساكرامنتو، كاليفورنيا
    - كلية كولومبيا شيكاغو ، شيكاغو، إلينوي
    - جامعة جالوديت ، واشنطن العاصمة
    - جامعة لامار ، بومونت، تكساس
    - جامعة تاوسون ، تاوسون، ماريلاند
    - جامعة يوتا فالي ، أوريم، يوتا
    - كلية كيوكا كيوكا بارك، نيويورك

  - شهادات الدولة
    - جامعة تكساس للسيدات ، دنتون، تكساس (تقدم درجة الماجستير في تعليم الصم)
    - جامعة ولاية سينسيناتي ، كلية مجتمعية في سينسيناتي أوهايو (تقدم درجة الماجستير، برنامج تدريب المترجمين الفوريين ITP)

  - عرض الحصول على درجة الزمالة في الفنون
    - كلية بريستول المجتمعية ، فول ريفر، ماساتشوستس
    - كلية الصليب المقدس ، ورسستر، ماساتشوستس
    - كلية أولون ، فريمونت، كاليفورنيا
    - جامعة يوتا فالي ، أوريم، يوتا
- المملكة المتحدة
  - جامعة سنترال لانكشاير ، لانكشاير، إنجلترا
  - مركز دراسات الصم، بريستول ، جامعة بريستول ، بريستول
  - جامعة ولفرهامبتون ، ولفرهامبتون، إنجلترا
  - جامعة يورك سانت جون ، يورك، إنجلترا
- نيوزيلندا
  - جامعة فيكتوريا في ويلينغتون
- ألمانيا
  - جامعة هومبولت ، برلين
- هونج كونج
  - مركز علم لغة الإشارة ودراسات الصم، الجامعة الصينية في هونج كونج ، هونج كونج
- الهند
  - المعهد الوطني للنطق والسمع ، كيرالا، الهند (يقدم درجة في تعليم الصم)
- هولندا
  - اللغة البصرية والعلامات والإيماءات، معهد ماكس بلانك لعلم النفس اللغوي ، نيميخن
- الجمهورية التشيكية
  - (معهد دراسات الصم)، كلية الآداب، جامعة تشارلز ، براغ

## مراكز الدراسات الوطنية والعابرة للحدود الوطنية للصم
- نيوزيلندا
  - مركز كيلستون لتعليم الصم
- الفلبين
  - مدرسة تعليم الصم والدراسات التطبيقية ، دي لا سال - كلية سانت بينيلد

## جمعيات دراسات الصم
- الولايات المتحدة
  - جمعية دراسات الصم بجامعة ولاية كاليفورنيا في نورثريدج، كاليفورنيا
- المملكة المتحدة
  - الجمعية البريطانية لمعلمي الصم

## المشاريع الكبرى المتعلقة بالصم
- الهند
  - ديف تشايلد الهند